# グラント・ホール
グラント・テリー・ホール（Grant Terry Hall, 1991年10月29日 - ）は、イングランド・ブライトン出身のサッカー選手。ポジションはDF(CB)。

## 経歴
地元ブライトンのチームであるブライトン・アンド・ホーヴ・アルビオンFCのユース出身。トップチームデビューとなったのは2011-12シーズンの2012年1月2日に行われたフットボールリーグ・チャンピオンシップのサウサンプトンFC戦で54分にマウリシオ・タリッコと交代出場した試合だった。
2012年5月にプレミアリーグのトッテナム・ホットスパーFCへ加入。しかしトップチームでの出場機会は無く、2015年8月にプレミアリーグからフットボールリーグ・チャンピオンシップに降格したクイーンズ・パーク・レンジャーズFCに完全移籍。
2020年7月、ミドルズブラFCにフリーで加入。
2022年7月、ロザラム・ユナイテッドFCに期限付き移籍。2023年7月1日に完全移籍となった。